# Arturo Umberto Illia
Arturo Umberto Illia Francesconi (Pergamino, 4 agosto 1900 – Córdoba, 18 agosto 1983) è stato un politico argentino.
È stato un medico, iscritto all'Unione Civica Radicale. Ha servito come deputato e luogotenente governatore. Fu presidente dell'Argentina dal 12 ottobre 1963 al 28 giugno 1966.

## Biografia
Nacque il 4 agosto del 1900 a Pergamino, 220 km a nord-ovest di Buenos Aires, nella provincia di Buenos Aires. Suo padre, Martino (1861-1948), era nativo di Samolaco, Valchiavenna, provincia di Sondrio e sua madre, Emma Francesconi, era di Gratacasolo, provincia di Brescia.

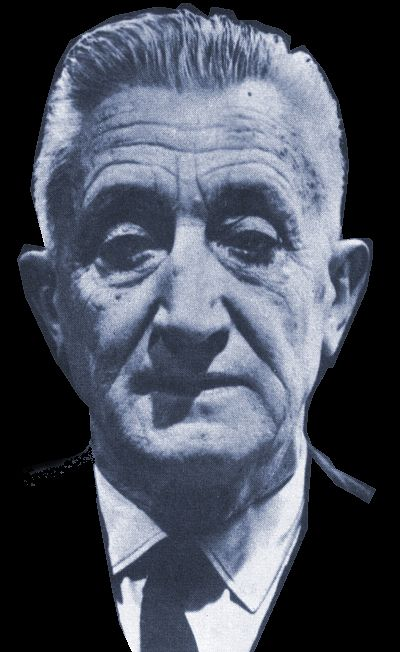
Arturo Umberto Illia Francesconi

Nel 1918 ha iniziato i suoi studi presso la facoltà di medicina dell'Università di Buenos Aires. Nello stesso anno scoppiò in Cordoba una protesta studentesca che fungerà da promotore per una riforma universitaria basata sui principi di un'amministrazione accademica libera e cogestita, modificando profondamente la progettazione e la gestione dell'istruzione superiore in Argentina e in gran parte dell'America Latina.
Nel 1928 durante un colloquio con l'allora presidente della Nazione argentina, il dottore Hipólito Yrigoyen, offre i suoi servizi come medico, stabilendosi a Cruz del Eje, provincia di Córdoba, dove svolse la sua attività dal 1929 al 1963, solo interrotta da tre anni (1940 - 1943) quando divenne vice-governatore di Cordoba. 
Lo soprannominarono "apostolo dei poveri", per la sua dedizione ai malati agli indigenti, viaggiando a cavallo, in carrozza o a piedi.
Il 15 febbraio del 1939 si è sposato con Silvia Elvira Martorell (1915-1966), figlia di Arturo Martorell e Mercedes Kaswalder, con la quale ha avuto tre figli: Emma Silvia Illia (1940), Martín Arturo Illia (anche nel 1940) e Leandro Hipólito Illia (nel 1946).
Tra il 1963 ed il 1966 fu presidente dell'Argentina. Durante la sua amministrazione i contratti petroliferi firmati dal precedente presidente argentino, Arturo Frondizi, con società straniere vennero annullati, allo scopo di controllare lo sfruttamento delle risorse strategiche da parte dello Stato, promuovendo l'industria nazionale. Durante la sua amministrazione venne assegnato il 23 % del bilancio nazionale all'istruzione, la cifra più alta nella storia del paese, inoltre venne lanciato un nuovo piano per l'alfabetizzazione. Grazie a questo intervento il prodotto interno lordo e il prodotto esterno industriale crebbero, si abbassò la disoccupazione, diminuì il debito estero e vennero emanate le leggi sul salario vitale minimo e sulle medicine (1964).
Il 28 giugno del 1966 Illia fu rovesciato da un colpo di stato, noto come Rivoluzione Argentina, guidato dal capo dell'esercito Juan Carlos Onganía che diede il via ad una dittatura civico-militare che terminerà solamente sette anni più tardi. Conclusasi così la sua carriera politica, l'ormai ex-presidente si trasferì a Martínez, provincia di Buenos Aires, dove risiedeva in alternanza con viaggi a Córdoba. Continuò una intensa attività politica nell'Unione Civica Radicale, fino alla sua morte avvenuta a Córdoba il 18 gennaio 1983.

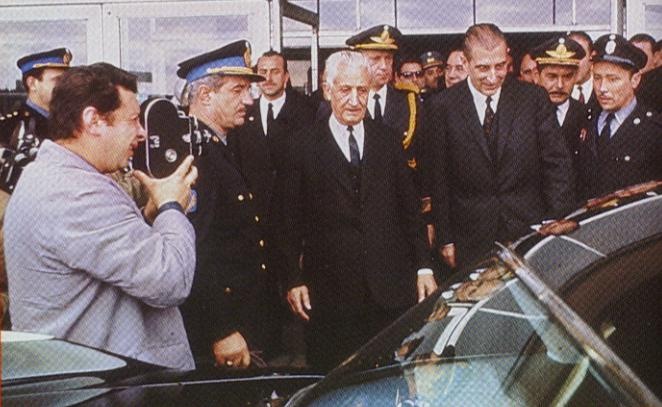
Arturo Illia riceve il presidente del Cile, Eduardo Frei Montalva.